# Сильва (фильм, 1944)
«Сильва» — советский полнометражный чёрно-белый художественный фильм, поставленный на Свердловской киностудии в 1944 году режиссёром Александром Ивановским по одноимённой оперетте Имре Кальмана.
Премьера фильма в СССР состоялась 13 ноября 1944 года в Свердловске, в феврале 1945 года в Москве.

## Сюжет
Сильва Вареску даёт прощальный спектакль перед намечающимися гастролями в Америке, на который опаздывает её возлюбленный Эдвин.
Появившемуся в варьете Эдвину Бонни вручает срочную телеграмму. В сообщении родители князя требуют всяческого прекращения связи своего сына с певицей и немедленного возвращения домой.
Не получив ответа от Эдвина, князь заботится о переводе сына в другой полк. Тот, в свою очередь, решается и делает предложение Сильве. Обручение происходит прямо в варьете. Но сразу же после торжественной церемонии возлюбленные расстаются.
Бонни демонстрирует Сильве приглашение на помолвку Эдвина и Стасси, тем самым тяжело ранив её сердце. Чтобы отвлечь от грустных мыслей, Бонни пытается образумить Сильву и уговаривает не отказываться от американских гастролей.
Стасси демонстрирует Эдвину приглашения на их будущую свадьбу, дату которой Эдвин пытается перенести.
На торжество в доме князя Воляпюк под именем графини Бонислау появляется Сильва в сопровождении Бонни. Бонни влюбляется в Стасси. Сильва и Эдвин возобновляют свои отношения, и Эдвин срывает запланированную помолвку. Князь возмущён открывшемся обманом, и вечер завершается скандалом.
Варьете «Орфеум» становится местом финальной развязки истории. Князь Воляпюк узнаёт, что женат на бывшей шансонетке по прозвищу «Соловей». Бонни подталкивает Сильву признаться в любви Эдвину как раз в тот момент, когда сам Эдвин появляется в комнате.

## В ролях
- Зоя Смирнова-Немирович — Сильва Вареску, певица варьете «Орфеум»
- Нияз Даутов — Эдвин Воляпюк, князь
- Маргарита Сакалис — Стасси, племянница князя Воляпюк
- Сергей Мартинсон — Бони, граф Бонислау
- Сергей Дыбчо — Леопольд Воляпюк, князь, отец Эдвина
- Нина Динтан — Юлианна Воляпюк, княгиня, мать Эдвина
- Георгий Кугушев — Ферри
- Владимир Таскин — Ронс Воляпюк, князь
- Александра Корвет — камеристка
- Александр Матковский — помощник режиссёра варьете

## Съёмочная группа
- Авторы сценария:
  - Михаил Долгополов (в титрах не указан)
  - Григорий Ярон (в титрах не указан)
- Режиссёр: лауреат Сталинской премии Александр Ивановский
- Оператор: Жозеф Мартов
- 2-е режиссёры:
  - Павел Боголюбов
  - А. Ивановский
- Звукооператор: А. Коробов
- Музоформление: Валентин Белиц
- Художники:
  - народный художник Владимир Егоров
  - Игорь Вускович
- 2-е художники:
  - В. Крылов
  - В. Зачиняев
  - Дмитрий Флорианович Соколовский
- Ассистенты режиссёра:
  - Ф. Барбухатти
  - Анатолий Граник
  - Тамара Родионова
- Ассистенты оператора:
  - М. Богаткова
  - М. Ильин
- Монтажёр: Е. Радионова
- Грим: П. Федоренко
- Балетмейстер: Владимир Канонович (в титрах не указан)
- Директор картины: Д. Ямпольский

## Факты
- Фильм «Сильва» стал первой полнометражной игровой картиной, снятой на Свердловской киностудии
- Фильм «Сильва» стал первой советской экранизацией оперетты Имре Кальмана
- Для актрисы московского музыкального театра им. К. С. Станиславского и В. И. Немировича-Данченко Зои Смирновой-Немирович роль Сильвы стала первой и единственной её киноработой.

## Критика
Руководитель советской кинематографии тех лет И. Г. Большаков утверждал, что «неудача фильма произошла прежде всего от неправильной режиссёрской трактовки вещи». Он писал: «…фильм получился недостаточно динамичным, не чувствовалось в нём живости и искрящейся весёлости оперетты».
Кинокритик Ростислав Юренев называл экранизацию скверной и плохой. Он писал, что «режиссёр омрачил свой творческий путь плохой экранизацией „Сильвы“». Юренев считал: «Исполнение большинства ролей в этом фильме было традиционным, причем излишняя лёгкость и развязность многих актёров заставляли вспоминать традиции не столичной, а старой провинциальной оперетты. Исключение составляло лишь пение Смирновой-Немирович, музыкально грамотное и иногда освещённое чувством, а также исполнение роли Бони Сергеем Мартинсоном». По его оценке, «кинематографическое решение … большинства сцен было чрезвычайно неудачным».
Критик утверждал: «Появившаяся в самом конце войны „Сильва“ ясно показала, что в наше искусство проникают буржуазные влияния, о которых предупреждала „Правда“».
Киновед Александр Фёдоров писал по поводу подобных рецензий, что «массовая аудитория никогда не прислушивалась к мнениям киноведов и кинокритиков, поэтому „Сильва“ и сегодня востребована зрителями».
Доктор культурологии Наталья Кириллова высоко оценивала фильм: «Фильм „Сильва“, ставший визитной карточкой Свердловской киностудии, уже  киноклассика.  Его  экранному  успеху  немало  способствовали  и  актёрские  работы».